# Lee Baxter (piłkarz)
Lee Baxter (ur. 17 czerwca 1976) – szwedzki piłkarz występujący na pozycji bramkarza.

## Kariera piłkarska
Od 1995 do 2008 roku występował w Vissel Kobe, Rangers, AIK Fotboll, Malmö FF, Sheffield United, IFK Göteborg, Bodens BK i Landskrona BoIS.